# جامعة بن غوريون

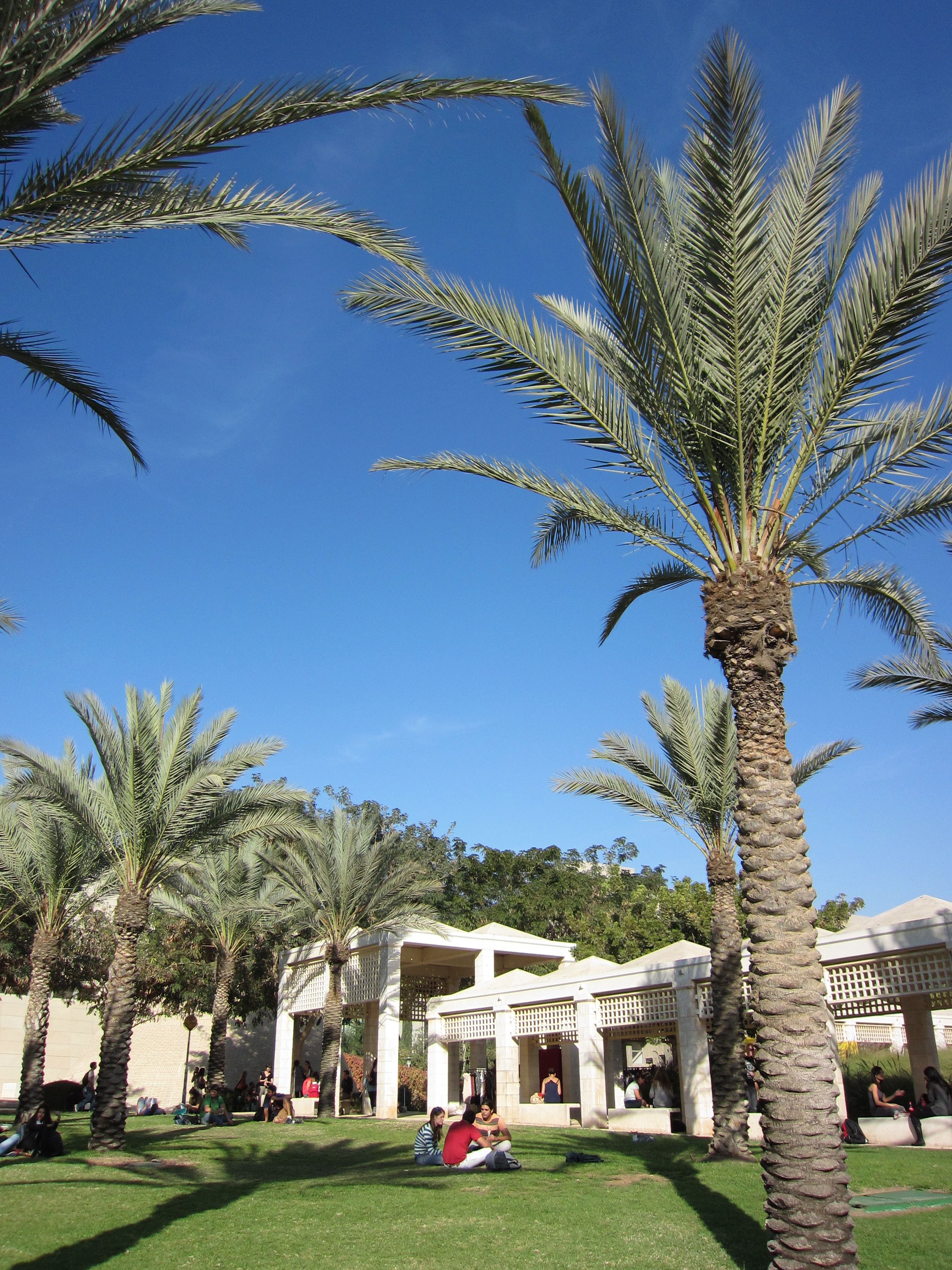
حرم الجامعة

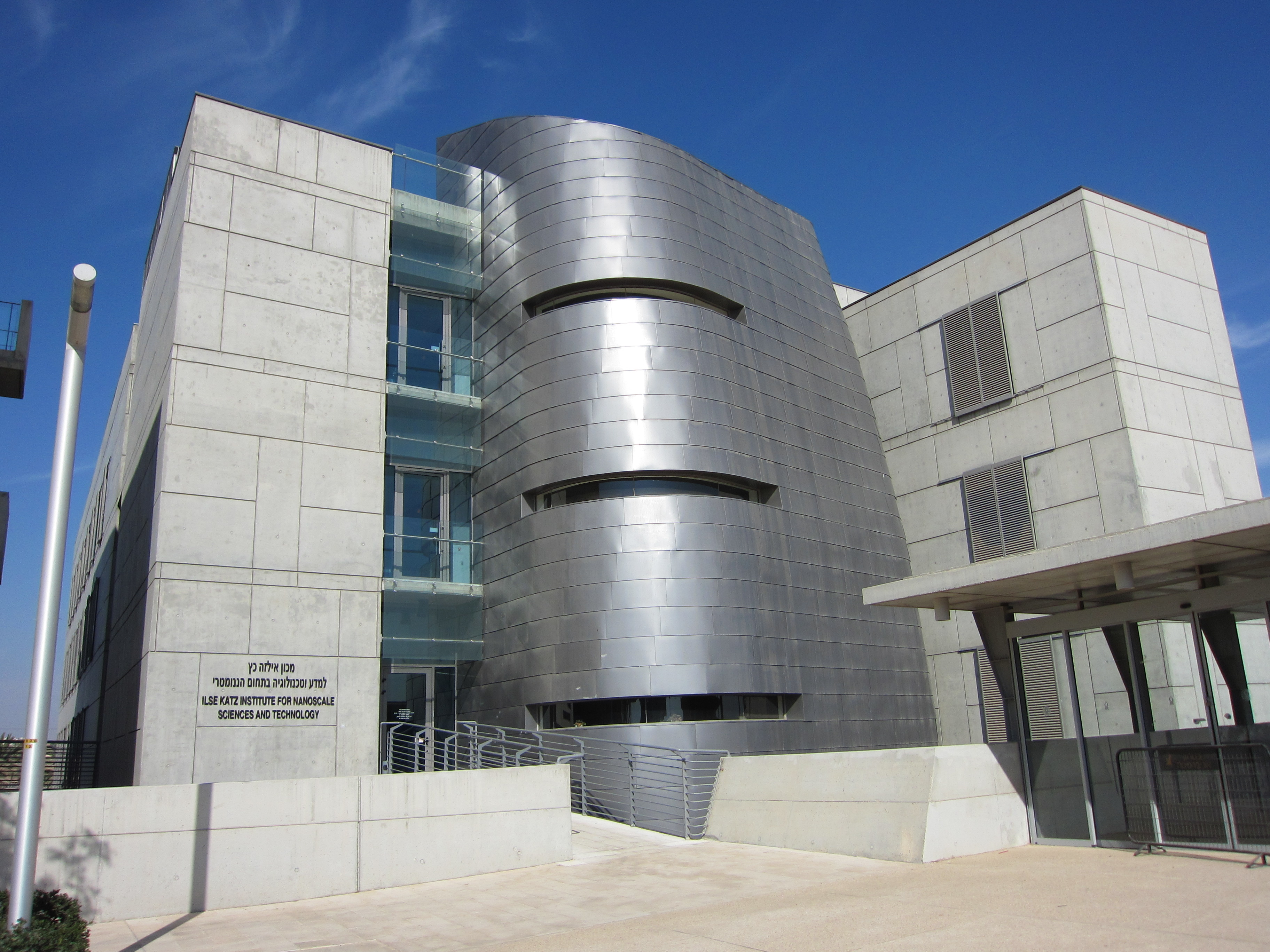
مبنى العلوم والتكنولوجيا

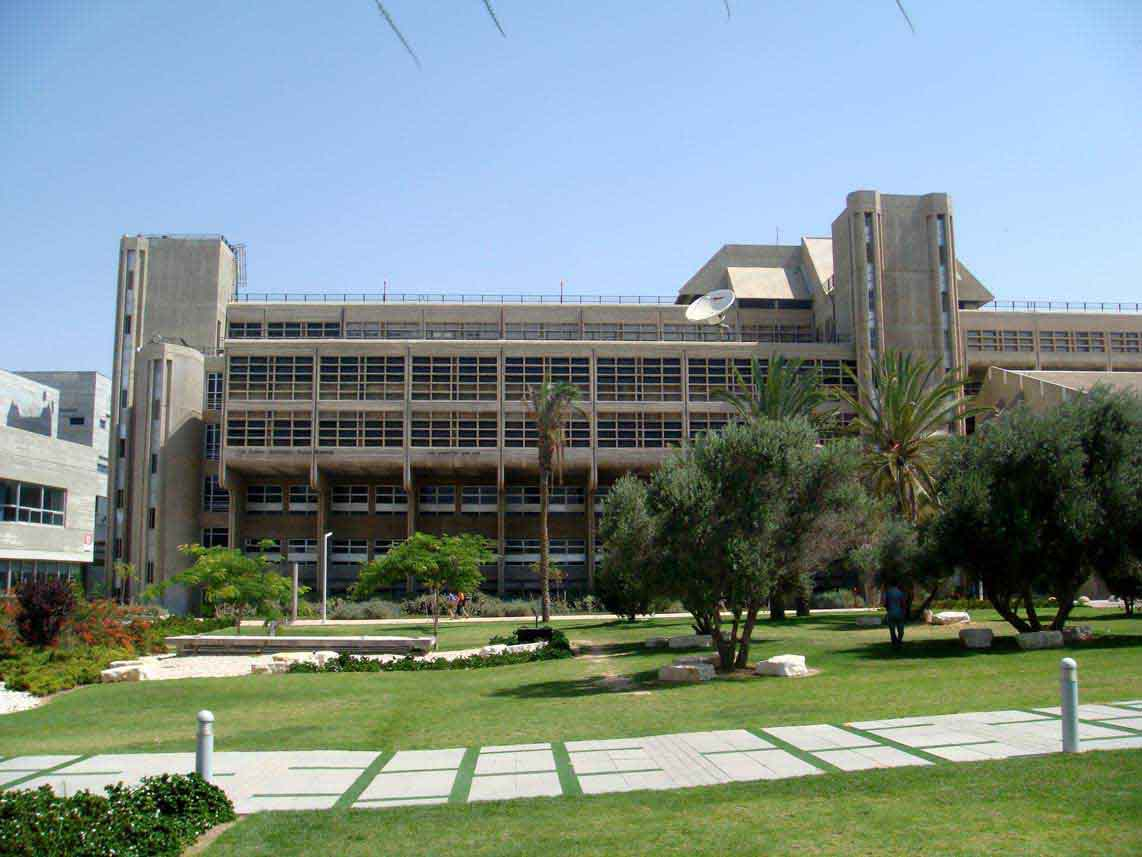
احد مباني الجامعة

جامعة بن جوريون (بالعبرية: אוניברסטת בן-גוריון) هي جامعة عامة في إسرائيل تأسست عام 1969. تقع الجامعة جنوب إسرائيل ، في عام 1962 تواصل أول رئيس بلدية لمدينة بئر السبع دفيد طوبيا، مع البروفسير ارنست ديفد برقمان، ومع جماعة، تريد تحقيق حلم لها باقامة جامعة في النقب
إلا أن هذه الاتصلات، كانت بطيئة، واستمرت عدة سنوات، وبدءا من عام1962 قام التخنيون ومعهد فايتسمان للعلوم، بالقاء محاضرات في هذا الشان.
في عام1963 عملت في مدينة بئر السبع، جمعية تدعى، بالجمعية العثمانية، تهدف لاقامة جامعة في بئر السبع.
في عام 1964 عينت وزارة التربية والتعليم، لجنة لفحص إمكانية اقامة جامعة في النقب، اثر ذلك، قامت بلدية بئر السبع، بتملك عمارة، كانت تستخدم في السابق كفندق، حيث تم استخدامها في فعاليات تعليمية أكاديمية، وسميت في حينه، معهد التعليم العالي في النقب.
في عام 1965 تم تغيير الاسم، وتاسيس جامعة النقب، بامر حكومي، حيث بدأت استقبال فوجها الأول من الطلاب عام 1974.
بعد وفاة دافيد بن غوريون قرر أعضاء مجلس ادارتها بتسمية الجامعة على اسمه، أي جامعة بن غوريون، حيث لا زالت تحمل هذا الاسم إلى يومنا هذا.

## إحصائيات
يبلغ عدد طلاب الجامعة 19,747 طالب، منهم 6,700 طالب دراسات عليا.

## كليات الجامعة
للجامعة خمس كليات وهي :
- كلية علوم الطبيعة، وتشمل الاقسام التالية
  - قسم علوم الجيولوجيا والبيئة
  - فيزياء
  - علوم حاسوب
  - رياضيات
  - بيولوجيا
- كلية الهندسة وتشمل قسم هندسة الكهرباء وهندسة الحاسوب، هندسة ميكانيكية، هندسة كيميائية، هندسة إدارة وصناعة، هندسة مواد، هندسة ذرية، طب احيائي، تكنولوجيا احيائية، هندسة نظم اتصال، هندسة نظم علوم، هندسة برمجة، هندسة ابنية.
- كلية العلوم الاجتماعية والأدبية وتشمل مختلف الاقسام، مثل علم السلوك، العمل الاجتماعي، اقتصاد، تربية، ابحاث، تاريخ، فلسفة، أدب.
- كلية العلوم الصحية وتشمل مدرسة الطب والطب الدولي، ومدرسة الصحة العامة للجمهور.
- مدرسة الإدارة

وتشمل إدارة سياحة وفندقة، ادرة أجهزة صحية، إدارة أعمال، إدارة سياسة الجمهور.

## شروط القبول
تطلب الجامعة من الطلاب الراغبين بالالتحاق بأحد كلياتها اجتياز امتحان أو تقييم يسمى بسيخومتري حيث يتوجب على الطالب جمع عدد من النقاط، يمكنه من دخول الكلية التي يريدها، إذ ان كل كلية تتطلب عددا معينا من النقاط، لذلك يتجه كثير من الطلاب للتعلم في معاهد متخصصة في تدريس البسيخومتري ليضمن حصوله على النقاط التي تمكنه من دخول الكلية المرجوة.

## وصلات خارجية
- Ben-Gurion University of the Negev website